# Cruisemaatschappij
Een cruisemaatschappij is een bedrijf dat cruiseschepen exploiteert. Het is actief in twee aparte sectoren, namelijk de transportsector en die van het amusement; de bedrijven beschikken dan meestal over zowel kapiteinen en hotelmanagers. 
Nadat de noodzaak van trans-Atlantische scheepvaart voor personenvervoer in de jaren 60 van de 20e eeuw was weggevallen, begaven veel rederijen zich in de markt voor cruisevaart. Een voorbeeld hiervan is Cunard Line dat tegenwoordig onderdeel is van Carnival Corporation & plc. 
De vijf grootste cruisemaatschappijen zijn Carnival, Royal Caribbean Cruises, MSC Crociere, Star Cruises en Louis Cruise Lines. Sectororganisatie Cruise Lines International Association telde begin 2020:
- 27 wereldwijde cruisemaatschappijen
- 6 Europese cruisemaatschappijen
- 5 Australische cruisemaatschappijen.

Sommige maatschappijen behoren echter uiteindelijk tot dezelfde groep.

## Internationale organisaties

### Cruise Lines International Association
Cruise Lines International Association (CLIA), opgericht in 1975, is de grootste sectororganisatie van de cruise-industrie: reders, bestuurders en reisbureaus, ingedeeld per werelddeel.

### Andere organisaties
ICOMIA, in 1966 opgericht, overkoepelt alle nationale organisaties in de “recreatieve mariene industrie”. Daarnaast bestaan nog een aantal regionale organisaties.